# Amalia van de Palts
Amalia van de Palts (Heidelberg, 25 juli 1490 - Stettin, 6 januari 1525), uit het huis Wittelsbach, was van 1523 tot 1525 hertogin van Pommeren door haar huwelijk met hertog George I.

## Biografie
Amalia was een dochter van keurvorst Filips van de Palts en Margaretha van Beieren. 
Op 22 mei 1513 trouwde ze in Stettin erfhertog George I van Pommeren, de oudste zoon van hertog Bogislaw X de Grote. Bogislaw X had het huwelijk gepland om daarmee de steun van de Palts te krijgen in de strijd tussen Pommeren en Brandenburg. Tegelijkertijd verloofde Bogislaws neef Hendrik V van Mecklenburg zich met Amalia's zuster Helena. Bij het huwelijksfeest waren behalve een groot aantal rijksvorsten ook de koningen van Denemarken en Polen aanwezig. 
Hertog Bogislaw X stierf in 1523, waardoor George I samen met zijn jongere broer Barnim IX regerend hertog van Pommeren werd. In 1526 stuurde de hertogin haar enige overlevende zoon Filips I naar het hof van haar broer Lodewijk V in Heidelberg.
Amalia, die altijd al ziekelijk geweest was, stierf op vierendertigjarige leeftijd. Ze werd begraven in Stettin.

## Huwelijk en kinderen
Amalia en George I kregen drie kinderen:
- Bogislaw XI (29 maart 1514), jong gestorven
- Filips I (14 juli 1515 – 14 februari 1560), hertog van Pommeren-Wolgast van 1531 tot 1560
- Margaretha (mei 1518 - 24 juni 1569), gehuwd met Ernst van Brunswijk-Grubenhagen